# Nova Ibèria
Nova Ibèria va ser una revista mensual il·lustrada editada pel Comissariat de Propaganda de la Generalitat de Catalunya entre gener i abril de 1937. Se’n van publicar tres números, l'últim dels quals doble. La seva missió era explicar les activitats de la Catalunya Republicana amb la intenció de conscienciar la població així com fer visible l'esforç de guerra a la comunitat internacional. Es va editar en català, castellà, anglès i francès. Estèticament era una revista innovadora, amb molt bon ús de la fotografia i del cartell. Són remarcables, també, les col·laboracions que tingué i el seu alt nivell intel·lectual. El cinquè número va anunciar-se com un reportatge gràfic sobre la guerra però no va arribar a sortir mai.

## Origen
A Barcelona, durant la Guerra Civil, hi ha presència total de diaris d'esquerres; desapareixen els conservadors, encara que algunes de les capçaleres encara existeixen amb el mateix nom però diferent contingut després de l'expropiació o la col·lectivització.
En aquest marc omunicatiu, mitjançant un decret firmat per Josep Tarradellas, l'octubre del 1936 va crear-se el Comissariat de Propaganda. La seva direcció va ser encarregada a Jaume Miravitlles i ell va treballar-hi amb la intenció de fer conèixer les activitats que s'estaven duent a terme des de la República en el marc de la guerra. Era un organisme autònom, depenia directament de Presidència i rebia suport financer de la Conselleria de Finances. La tasca del Comissariat va aplegar totes les disciplines; des de l'acta fundacional preveien l'ús de propaganda a la rereguarda i al front escrita, parlada, esportiva, gràfica i artística. D'entre les seves creacions destaquen l'editorial La Forja i la productora Laia Films.
El Comissariat va valer-se de tots els seus recursos i contactes per a fer de la revista Nova Ibèria una publicació de referència, tant per les col·laboracions amb què comptava com pel disseny modern i la incorporació de tendències estètiques i de maquetació innovadores.

## Contingut
“A l'hora en què el món civilitzat es preocupa del problema ibèric pel fet que aquest constitueix un perill per a l'statu quo del fràgil problema internacional; a l'hora que s'ha demostrat la impotència i el fracàs dels bel·ligerants feixistes malgrat l'ajut estranger; quan l'alba de la victòria comença apuntar en els horitzons amb els colors vius de la democràcia; a l'hora que el capitalisme espanyol ha emprat la seva fortuna per a propagar pel món notícies falses i tendencioses, la Catalunya que treballa i que lluita, dona a la llum aquesta revista per escampar la paraula honrada de la veritat i de la justícia”
En aquest paràgraf del Prefaci del primer número de Nova Ibèria veiem el context en què s'emmarca la fundació de la revista. Des del Comissariat de Propaganda es van dur a terme nombroses iniciatives relacionades amb la comunicació i la cultura que tenien com a propòsit col·laborar a l'esforç de guerra per mitjà de la manifestació artística. Capitanejat per Jaume Miravitlles, el Comissariat aplegava la intel·lectualitat catalana des d'àmbit tan diversos com el periodístic, l'editorial, el musical, el plàstic, etc. Treballava per a explicar la natura del conflicte que tenia lloc a Espanya i per fer saber, a l'exterior, el treball de la Generalitat de protecció del patrimoni artístic, de lluita per la preservació de la cultura, de cura de la població més vulnerable: refugiats, infants i ancians, etc. L'edició de la revista va ser una de les grans fites del Comissariat, si bé va ser interrompuda, pel que sembla, arran dels Fets de Maig, que van frenar la publicació del cinquè número, del qual s'havia anunciat que seria una monografia gràfica sobre la Guerra.
El projecte fou dirigit per Pere Català Pic, molt conegut per la fotografia esdevinguda cartell Aixafem el feixisme.
Les firmes aplegaven des de polítics fins a intel·lectuals i dibuixants. La vessant gràfica de la revista, encara que de molta qualitat, no comptava amb el mateix prestigi que tenia la part escrita, com sembla demostrar el fet que les fotografies no estiguin signades.
Entre els dibuixants que van col·laborar a Nova Ibèria sobresurten Antoni Clavé, Joan Commeleran, Francesc Domingo, David Santsalvador, Joaquim Serra o José Luis Rey Vila (Sim), entre d'altres

## Aspectes tècnics
Tècnicament i plàstica era una revista considerada molt luxosa, més si tenim en compte el moment en què es publica. S'imprimí en un gran foli (36x26cm) fent servir un paper de gran gramatge (força inusual a l'època). Prescindia de la publicitat; apareixien només a la portada i la contraportada referències a institucions públiques. La tipografia era serif arrodonida i ample. Les imatges eren nombroses i de molta qualitat. Les portades van anar a càrrec d'Antoni Clavé, Commeleran i Francesc Domingo. L'últim dels números fou el millor valorat, per l'equilibri que aconseguiren entre el pes de les imatges i el contingut escrit.
| «                       | “Han acusat el Comissariat de Propaganda de fer una obra massa perfecta, del punt de vista tipogràfic i artístic, amb els dos primers números de la revista esmentada. El darrer número publicat, destinat a presentar la cultura catalana en tots els seus aspectes, és d'un extraordinari interès per a tothom.” | » |
| — Rafael Campillo, 1937 | |   |

### Primer número
Sumari
- Prefaci
- Autògraf i retrat del President Companys
- El moment actual (Jaume Miravitlles)
- L'equilibri internacional (Fermí Vergés)
- La vida a Barcelona (Ramon Vinyes)
- El tresor artístic català, salvat (Alfons Maseras)
- Una carta de Romain Rolland
- A totes les mares, a totes les dones del món (Dolores Ibárruri)
- García Lorca (Ángel Lázaro)
- Nous camins de la medicina íbera (Félix Martí Ibáñez)
- Estructuració d'una nova propaganda (P.Català)
- El ram tèxtil a Catalunya (Eugeni Miracle)
- L'agricultura salvarà Catalunya (J. Calvet Mora)
- L'esperit constructiu de la revolució (Juan P.Fàbregas)
- Sobre les ciències d'observació a Catalunya (Eduard Fontserè)
- Catalunya musical (Otto Mayer)
- Una nit d'alerta (Benjamin Peret)
- Els escriptors catalans i la revolució (Ramon Xuriguera)
- Espanya i Catalunya (Elie Faure)
- La presa de Monte Aragón i Estrecho Quinto (Coronel Villalba)
- Una nova africanització d'Espanya (Nicolau MªRubió)

### Segon número
El segon volum de la revista estava enfocat a la sanitat i l'assistència social.
Sumari 
- Per Catalunya (Josep Tarradellas)
- Al servei del poble (P. Herrera)
- Nova defensa de la llibertat (dr. Serra Hunter)
- Nou concepte de l'assistència pública (E. Granier Barrera)
- Breu relació històrica de les organitzacions d'assistència social. (Josep Queralt)
- L'ajut popular de Catalunya a l'obra d'assistència social. (Felip Barjau)
- Catalunya i els refugiats. (Vicente Alcalà)
- L'assistència infantil. (Mercè Verdaguer)
- Els vells a Catalunya. (Gaston Desheures)
- Sota el signe deis bàrbars. (J.Gimeno Navarro)
- La revolució i l'assistència a Catalunya (Dr. Salvador Vives)
- La reforma eugènica a Catalunya. (Dr. Félix Martí Ibàñez)
- Segell pro infància. (antoni Alier Torrents)
- Institut d'assistència social de la Generalitat de Catalunya (Protecció a la infància). (Dr. Cunillera Rius)
- Els hospitals i els serveis sanitaris davant la nova estructuració de Catalunya. (Dr. Joaquim Trias)
- Geografia de la sanitat catalana (Del Municipi a la Generalitat). (Dr. J.Valero i Ribas)
- La transformació del concepte de l'estatge. (J. Torres Clavé)
- Els metges i la propaganda. (Rafael Bori)
- Els gasos de guerra i les indústries de pau. (Dr. J.Oriol Anguera)

### Tercer-quart número
L'última edició de Nova Ibèria versava sobre la cultura i l'educació. Aquesta nota apareixia a les darreres pàgines del número 2:
“Seguint el camí emprès, vers la composició de números monogràfics que reflecteixin l'estructuració del país en les seves diverses fases, "NOVA IBERIA" dedicarà el n.°3 a tractor el tema de la Cultura en l'actual moment d'agitació. Contra el parer de molts que volen creure que els governs legítims d'Espanya i de Catalunya han oblidat els problemes que no són directament afectats per la guerra, l'esmentat número de "NOVA IBERIA" constituirà un recull de fotografies d'organismes creats amb magnífica orientació pedagògica, que nodreixen de saba intel·lectual l'infant, el jove que es prepara per a enfrontar-se amb la vida, i l'home que Iluita en el camí de les seves investigacions tècniques o científiques.”
Sumari
- Organització de l'obra cultural, per Antoni M. Sbert
- L'obra cultural de l'ajuntament de Barcelona, per Víctor Colomé
- Els nens anormals i el C.E.N.U., per Joan Puig Elias
- La tasca pedagògica, per Albert Carsí
- Escoles maternals, per Francesc Albert
- L'institut escola, per Marçal Pascuchi
- Entorn el problema de l'escola rural, per H.Almendros
- L'ensenyament musical, per Ernestina Corma
- L'ensenyament Artístic, per Francesc Galí
- El cinema escolar a Catalunya, per J.Carner Ribalta
- L'orientació professional dins el C.E.N.U., per Joan Aleu
- La universitat industrial, per E. Ruiz Ponseti
- La universitat radiada, per E. Mira
- La universitat literària, per Pere Bosch Gimpera
- L'escola de teixits de punt de Canet, per J. Torrents
- Activitats científiques a Catalunya en els moments actuals, per J. Comas i Sola
- L'ensenyament de la burocràcia, per F. Rosell Muntané
- La protecció del Patrimoni artístic, per Jeroni Martorell
- Els arxius, per E. Martínez Ferrando
- Les biblioteques, per Aurora Díaz Plaja
- L'art literari, per C. A. Jordana
- Rumbs per al nou teatre, per J. Pous i Pagès
- L'ensenyament de la publicitat, per P. Prat Gaballí
- Servei de biblioteques al front, per F. Trabal
- La llengua catalana en la cultura, per Pompeu Fabra
- L'Institut d'Estudis Catalans, per Ramon d'Alàs
- L'art català medieval en el museu, per Pere Coromines
- Residència d'estudiants, per Josepa Barba Gosé
- El taller escola de Tarragona, per Pere Català
- La fundació Bernat Metge, per Carles Riba